# 下野上田藩
下野上田藩（しもつけかみだはん）は、下野国都賀郡上田村（現在の栃木県下都賀郡壬生町大字上田）を居所として、江戸時代中期の元禄年間にごく短期間存在した藩。1692年、徳川綱吉の近侍であった安房国東条藩主・西郷寿員が1万石で移されたが、職務怠慢などを理由として領地半減の処分を受け、2年足らずで廃藩となった。

## 歴史
元禄5年（1692年）2月7日、徳川綱吉の小姓を務めていた安房東条藩主・西郷寿員（20歳）は、下野国都賀郡・河内郡・芳賀郡に所領を移された。寿員は上田を居所とし、これによって下野上田藩が立藩した。
寿員の義父にあたる西郷延員はすでに隠居していたが、隠居の身でありながら不行状であるとして元禄5年（1692年）5月29日に綱吉の勘気を受けた。本来ならば他家に預けるべきところ、寿員が近侍であることが考慮され、罪が宥免されて上田での蟄居が命じられた。
翌元禄6年（1693年）11月13日、寿員は職務怠慢（「其勤よからざる」）を理由として中奥小姓に移される。同年12月9日、反省が不十分（「つつしみおろそか」）であるとして、寿員は所領半減・寄合入り（無役の旗本への降格）・出仕停止の処分を受けた。これにより、西郷家は5000石の旗本となり、下野上田藩は廃藩となった。
廃藩後もしばらく、上田村は西郷家の知行地として残った。隠居の西郷延員は元禄10年（1697年）4月25日に上田で没している。元禄11年（1698年）3月7日、西郷寿員は下野国の知行地を近江国内に移された。

## 歴代藩主
西郷家
譜代。1万石。
1. 寿員

## 領地
上田村には中世に上田城が築かれており、大関氏一族の遺跡がある。近隣の朝比奈にも館跡や寺社などがあり、上田一帯は「中世的な場」であった。上田村の上田寺は日蓮宗の古刹で、当地で隠居した西郷延員が上田寺を保護し、寺門が繁栄したと伝えられる。元禄11年（1698年）に西郷家は知行地を近江国に移されたが、上田村は同年中に旗本板倉重行の知行地になったとみられ、幕末まで板倉家が知行した。